# Клебур
Клебу́р (фр. Cleebourg или нем. Kleeburg — Клебург) — коммуна на северо-востоке Франции в регионе Гранд-Эст (бывший Эльзас — Шампань — Арденны — Лотарингия), департамент Нижний Рейн, округ Агно-Висамбур, кантон Висамбур.

## История
В Средние века поселение носило название Бреммельбах (Bremmelbach). Численность населения около 640 жителей.

### Пфальцграфство
Третий сын пфальцграфа Иоганна I Цвейбрюккенского (1550—1604) по имени Иоганн Казимир (1589—1652) получил в наследство от отца Клебург и в 1615 году женился на Екатерине Шведской, дочери Карла IX Ваза. От этого союза происходит Клебургская династия королей Швеции, к которой принадлежал, в частности, знаменитый Карл XII. Последний пфальцграф Клебургский унаследовал в 1718 году весь Пфальц-Цвейбрюккен, но 13 лет спустя умер бездетным.

## Географическое положение
Коммуна расположена посреди винодельческого района в составе природного парка Верхние Вогезы. Площадь — 10,59 км², население — 673 человека (2006) с тенденцией к росту: 704 человека (2013), плотность населения — 66,5 чел/км².

## Население
Население коммуны в 2011 году составляло 701 человек, в 2012 году — 700 человек, а в 2013-м — 704 человека.
| 1962 | 1968 | 1975 | 1982 | 1990 | 1999 | 2006 | 2008 | 2011 | 2012 | 2013 |
| ---- | ---- | ---- | ---- | ---- | ---- | ---- | ---- | ---- | ---- | ---- |
| 505  | 511  | 623  | 597  | 584  | 636  | 673  | 682  | 701  | 700  | 704  |

Динамика населения:

## Экономика
В 2010 году из 457 человек трудоспособного возраста (от 15 до 64 лет) 358 были экономически активными, 99 — неактивными (показатель активности 78,3 %, в 1999 году — 75,2 %). Из 358 активных трудоспособных жителей работали 336 человек (185 мужчин и 151 женщина), 22 числились безработными (12 мужчин и 10 женщин). Среди 99 трудоспособных неактивных граждан 29 были учениками либо студентами, 32 — пенсионерами, а ещё 38 — были неактивны в силу других причин.

## Достопримечательности (фотогалерея)

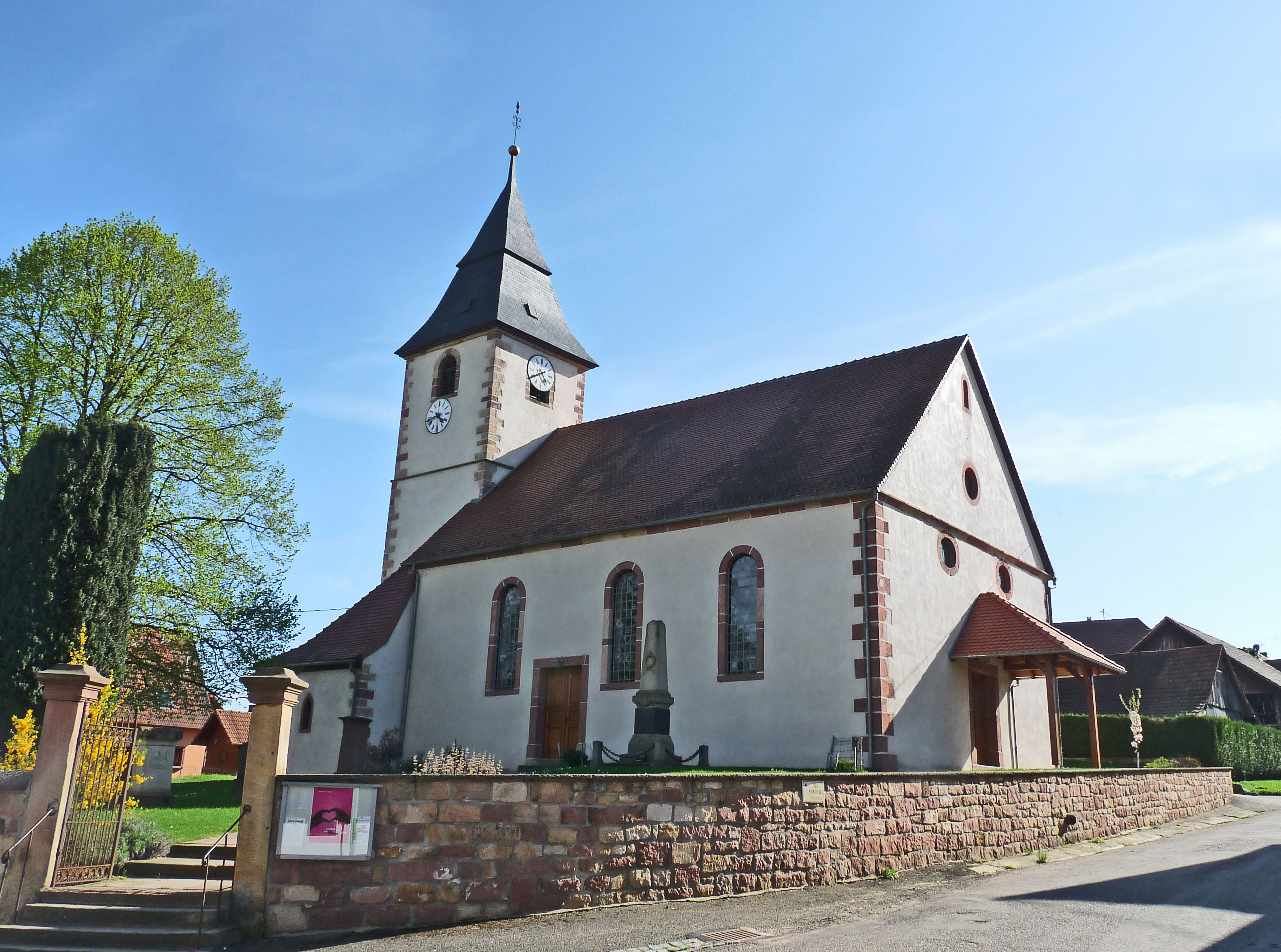
Церковь
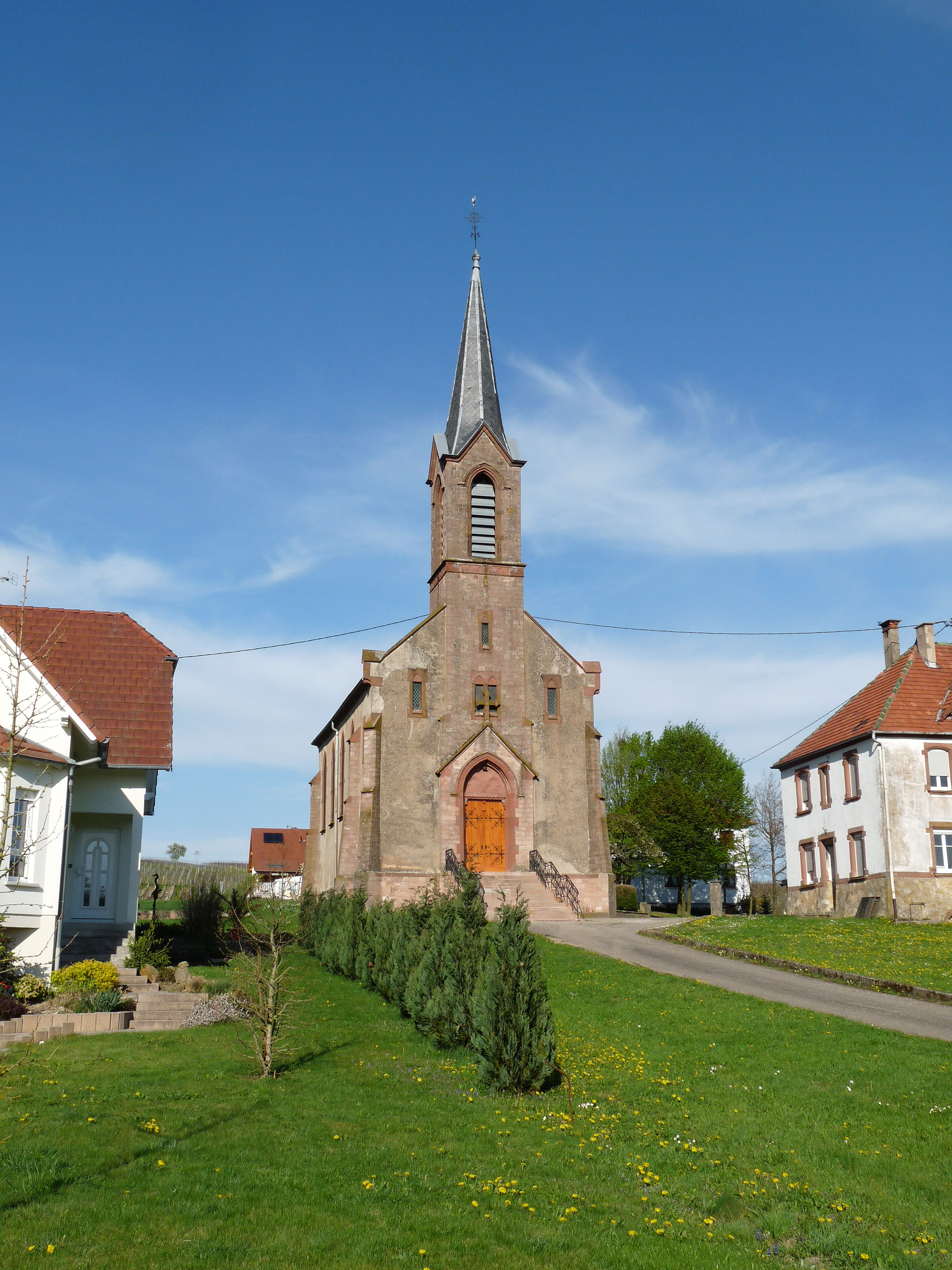
Церковь Сент-Галл
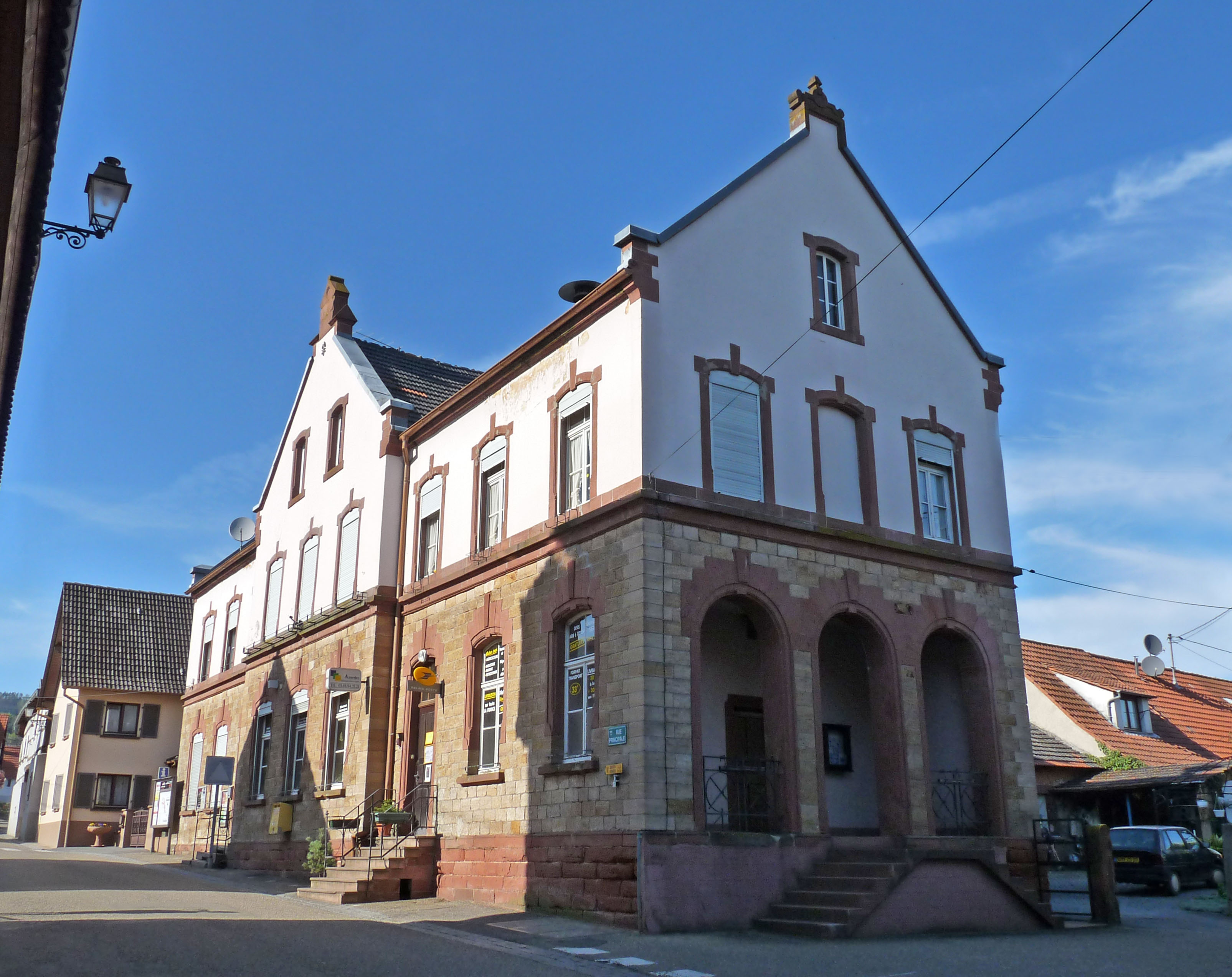
Здание почты
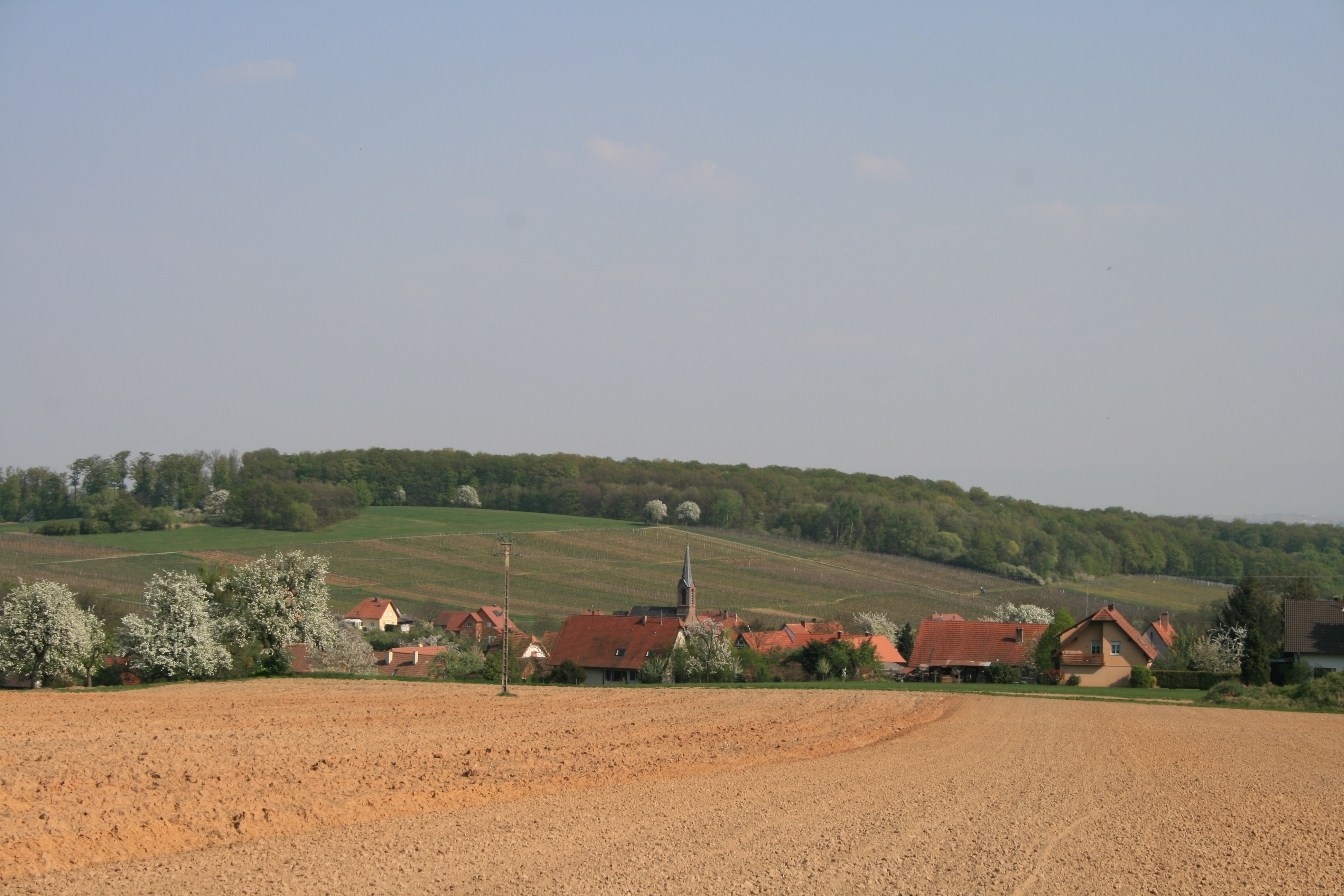
Клебургские виноградники
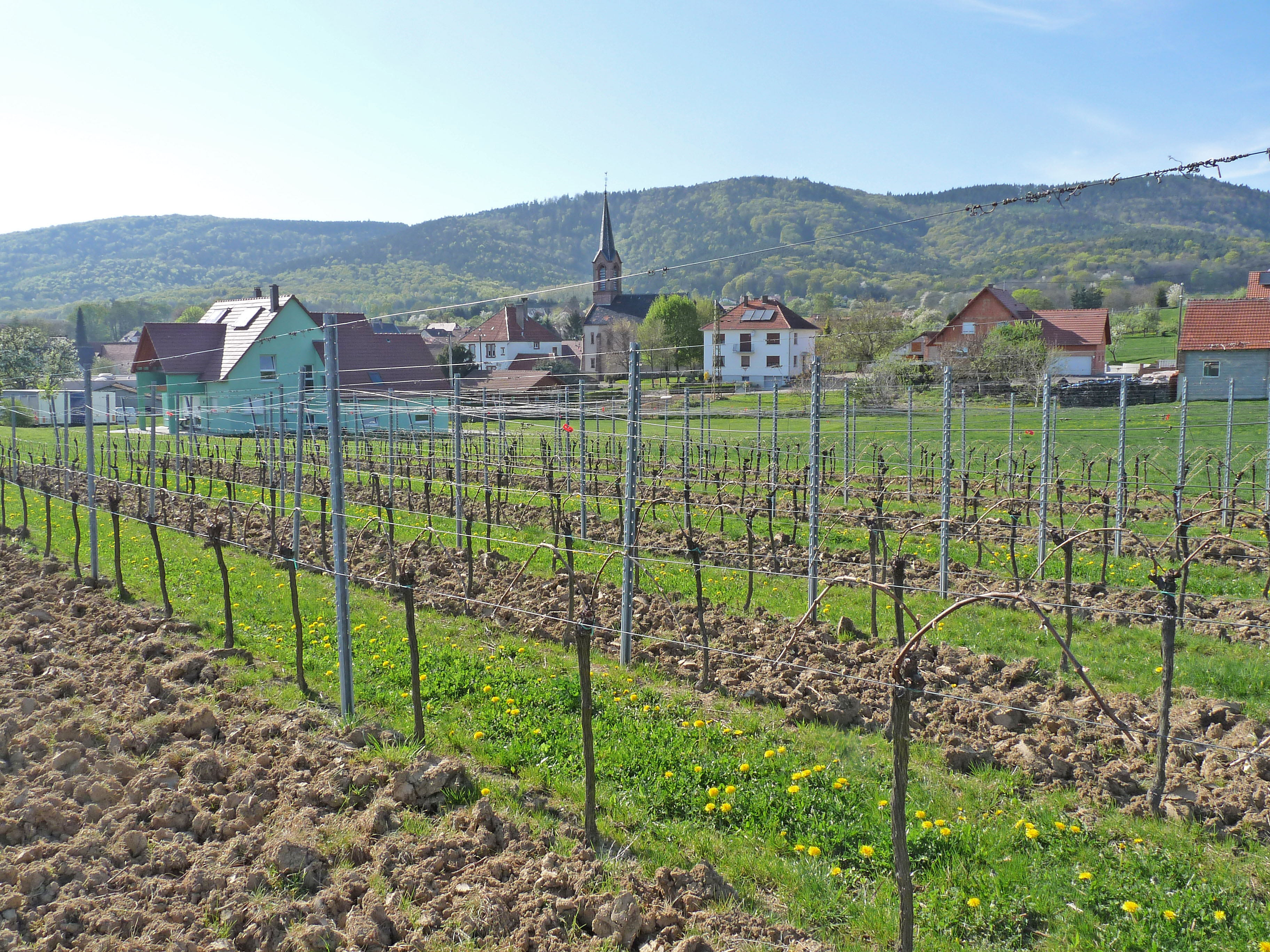